# Раймон дьо Поатие
Раймон дьо Поатие (на френски: Raimond de Poitiers; * 1115, Тулуза, Франция; † 29 юни 1149, Антихийско княжество) е френски благородник, граф на Поатие и княз на Антиохия от 1136 до смъртта си.

## Произход. Идване на власт
По-малък син е на Гийом дьо Поатие, херцог на Аквитания, и съпругата му Филипа, графиня на Тулуза.
Раймон не е първороден син и затова не може да разчита да наследи баща си. По твърдение на хронист, Раймон се отличава с невиждана сила и ловкост, а също е отличен ездач. Той на шега огъва железни пръти, може да се прехвърля под коня в движение, да смачка пръстен с една ръка и с помощта само на единия си крак, така да притисне хълбока на коня, че да го застави да спре веднага.
В това време далеч на изток кръстоносното Княжество Антиохия изпитва затруднения с управниците: двама от тях загиват, и от 1119 г. княжеството почти през цялото време се управлява от регенти. След смъртта на Боемунд II през 1130 г. Княжество Антиохия се управлява отначало от краля на Йерусалим Балдуин II (1130 – 31), след това от крал Фулк Йерусалимски (1131 – 35) и накрая от вдовстващата княгиня Алис Йерусалимска (втора дъщеря на крал Балдуин II). Дъщерята на Алис, принцеса Констанс, е малолетна (родена 1127 г.). Уреден е брак с Раймон, който пребивава в Англия, но след смъртта на Хенри I на 1 декември 1135 г. се отправя към Антиохия с цел да сключи брак с престолонаследницата Констанс.
Когато за пристигането на Раймон разбира майката Алис Йерусалимска, която не иска да изпусне управлението, тя възнамерява да ожени Раймон за себе си. Раймон разбира разликата: в първия случай той става пълноправен господар на княжеството, във втория – само регент. Затова бързо се споразумява с латинския патриарх Раул. Раймон дава клетва за васал пред духовния пастир, а патриархът го венчава за похитената Констанс. Раймон и патриарх Ралф организират сватбата и изиграват по този начин майката Алис.

## Управление

### Втори кръстоносен поход
Най-злият враг на Раймон става емирът на Алепо Имад ад-Дин Зенги. Когато в 1146 година той е убит, мястото на му в Алепо заема неговият син, аскет Нур ад-Дин Зенги. Борбата се води с променлив успех – Раймон изпитва дефицит от жива сила. В многолюдната Антиохия (възможно 100 – 150 хиляди жители) има хора от всякакви занятия, но не и войници. Княз Раймон реално не може да събере повече от 700 рицари плюс съответния контингент пехота (обичайно превишаваща числеността на тежката конница в 5 – 10 пъти). Затова напълно естествено, пристигането на морското пристанище Сен-Семион на френските кръстоносци на Луи VII Младия, Раймон преценява като шанс да нанесе чувствителен удар по главния си противник.
Централна операция така и не се реализира, макар много рицари охотно да приемат участие в набези на съседна територия, която не е далеч – Антиохия е на по-малко от 100 км от Алепо.
Несъмнено на много от французите северняци южнякът Раймон Поатие се харесва много. Силен и храбър, той съчинява стихове, макар че не може да пише и чете. Затова на всички основания е красноречив и куртоазен. Това не е удивително, защото баща му е трубадур. В това време всичко куртоазно повтаря модата в Париж, особено с появяването в качество на съпруга на краля на херцогинята на Аквитания, Елеонор. На Луи VII не се харесва вниманието на поданиците му към княза, а още по-малко възхищението към Раймон от собствената му жена Елеонор, която придружава краля в похода.
Двадесетгодишната Елеонор Аквитанска е племенница на Раймон, но се говори за прекалена близост между двамата родственици. Слуховете преминават из европейските кралските дворове и се коментират от съвременните хронисти. Но бързият преход на Луи към Акра едва ли може да се обясни с кавга със съпругата му, а по-вероятно с интригите на кралица Мелисенда, която праща много тайни и явни емисари в Антиохия, за да извикат бързо Луи. Вдовица от 1143 година (Фулк загива на лов през ноември), Мелисенда просто не може да допусне Антиохия да прихване похода. Освен това в Акра вече се намира германският крал Конрад III, и така немците изпреварват французите, показвайки по-голямо кръстоносно усърдие.

### Битка при Инаб
Когато кръстоносният поход окончателно се проваля и към началото на лятото 1149 година кръстоносците се разотиват, князът на Антиохия се оказва сам с противника си Нур ад-Дин. Раймон намира нелош съюзник сред мюсюлманските съседи – вождът на асасините, кюрдският шейх, известен с името Али Ибн-Вафа. Започват размени на удари между християните и мюсюлманите шиити с мюсюлманите сунити, с променлив успех и баланс на силите до момента, когато Нур ад-Дин не обсажда замъка Инаб. Раймон не може да си позволи противникът да го лиши от тази крепост, защото със загубата ѝ се губи възможността да се контролира положението на делата на изток от река Оронт, на която се намира Антиохия.
Нур ад-Дин отначало отстъпва, но получава обнадеждаващи сведения за числеността на вражеската войска, и премисля. Войската на Раймон наброява хиляда пехотинци и около четири хиляди конници (като три четвърти от конниците са мюсюлманите на Али Ибн-Вафа), а у Нур ад-Дин само конниците са шест хиляди. В утрото на 29 юни 1149 година той обкръжава лагера на противника. На разсъмване Раймон и Али Ибн-Вафа, не виждайки друг изход, се хвърлят в атака, за да направят пробив от височината по склона, при много неизгодна позиция. Освен това отначало утрото е ясно, но изведнъж задухва вятър и се надига истинска буря, облаци от пясък се носят направо в лицето на атакуващите рицари и асасините. Да се победи в такива условия и даже само да си проправят път става невъзможно.

### Смъртта на Раймон
Раймон е третият княз на Антиохия, загинал в бой. Обезсилен и измъчен, той пада с меч в ръка, сражавайки се с пълководеца на Нур ад-Дин Зенги, Асад ад-Дин Ширкух ибн Шади. Главата на Раймон е донесена на Асад ад-Дин Ширкух, а той заповядва да облицоват черепа със сребро и да го изпратят като дар на халифа в Багдад. Това става точно тридесет години след печално известната битка на Кървавото поле на 28 юни 1119 година, когато загива князът на Антиохия Роже Салернски.
Антиохия устоява – Нур ад-Дин не се решава да щурмува веднага, а след това на помощ на Антиохия от юг идва младият крал на Йерусалим, Балдуин III.

## Наследници
Констанс остава вдовица с четири деца: най-големият син е малолетният Боемунд (бъдещият Боемунд III Антиохийски), две дъщери – Мария и Филипа – и новороденият Балдуин (последният често е посочван за син на втория съпруг на княгинята, Рено дьо Шатийон, но това е съмнително. Той става известен като Балдуин Антиохийски и служи като съветник на Мануил I Комнин). Балдуин се ражда в годината на смъртта на Раймон, а Констанс се омъжва повторно около 1153 г. Така или иначе през 1176 г., в годината на нещастната битка при Мириокефалон, Балдуин командва отряд рицари в армията на Мануил I Комнин и загива в сражение като герой, подобно на баща си.